# Straße der Leidenschaft
Straße der Leidenschaft (Originaltitel: La strada lunga un anno) ist ein italienisch-jugoslawisches Sozialdrama von Giuseppe De Santis mit Eleonora Rossi Drago und Silvana Pampanini aus dem Jahr 1958. Der Film gewann als bester fremdsprachiger Film 1959 einen Golden Globe Award und wurde für den Oscar für internationale Filme nominiert.

## Handlung
Die Bewohner eines fiktiven unterentwickelten Bergdorfes bauen über ein Jahr gegen den Widerstand der Regierung eine Asphaltstraße.

## Rezeption
Der Filmdienst hält Straße der Leidenschaft für ein

„Sozialdrama ohne inhaltliche Logik und menschliche Überzeugungskraft. Zum Schluß des jugoslawischen Films des Italieners de Santis ("Bitterer Reis") finden die Eheleute sich wieder, der einsame Bursche kriegt sein Mädchen, das Kollektiv hat sich bewährt, und die Reichen teilen ihr Vermögen mit den Armen.“

## Auszeichnungen und Nominierungen
- Golden Globe Awards 1959: Bester fremdsprachiger Film[2]
- Oscar 1959: Bester internationaler Film (Nominierung)[3]